# عطية (الوضيع)

تعديل مصدري - تعديل

عطيه هي إحدى قرى عزلة  الوضيع بمديرية الوضيع التابعة لمحافظة أبين، بلغ تعداد سكانها 228 نسمة حسب تعداد اليمن لعام 2004.